# Phare et feu (aéronautique)

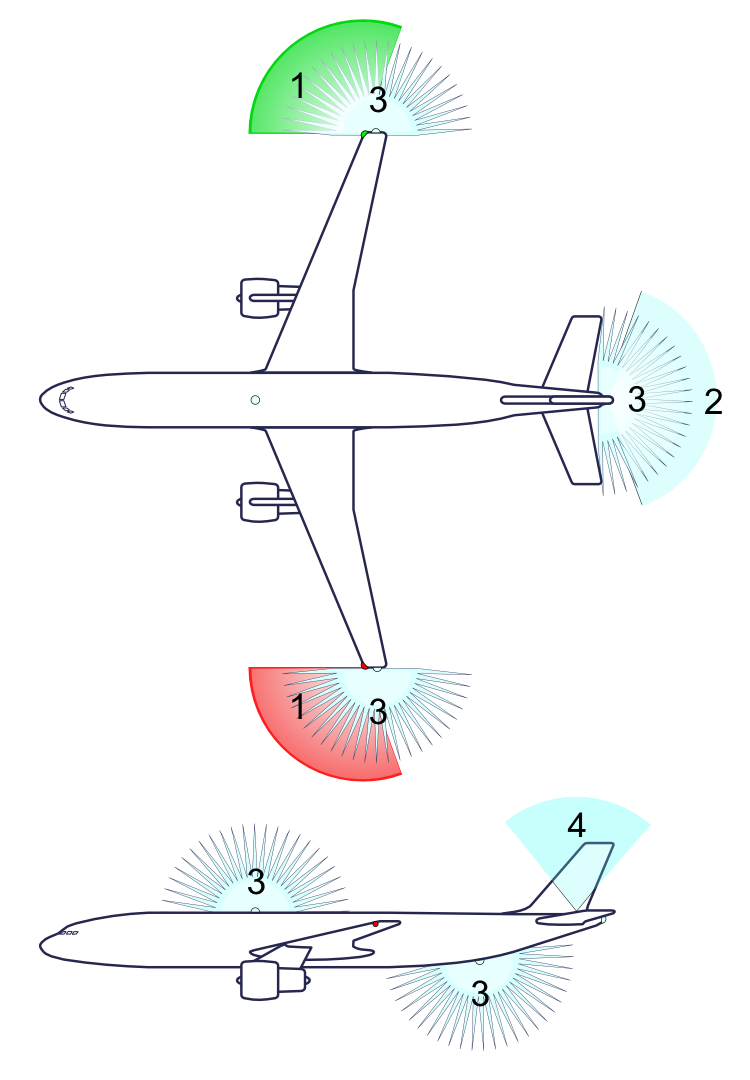
Diagramme de positionnement des feux de position et anticollision sur un avion de ligne
1 - Feux de position (rouge et vert)
2 - Feu de position arrière (blanc)
3 - Feux anticollision (flash blancs et rouge)
4 - Éclairage du logo de la compagnie sur la dérive

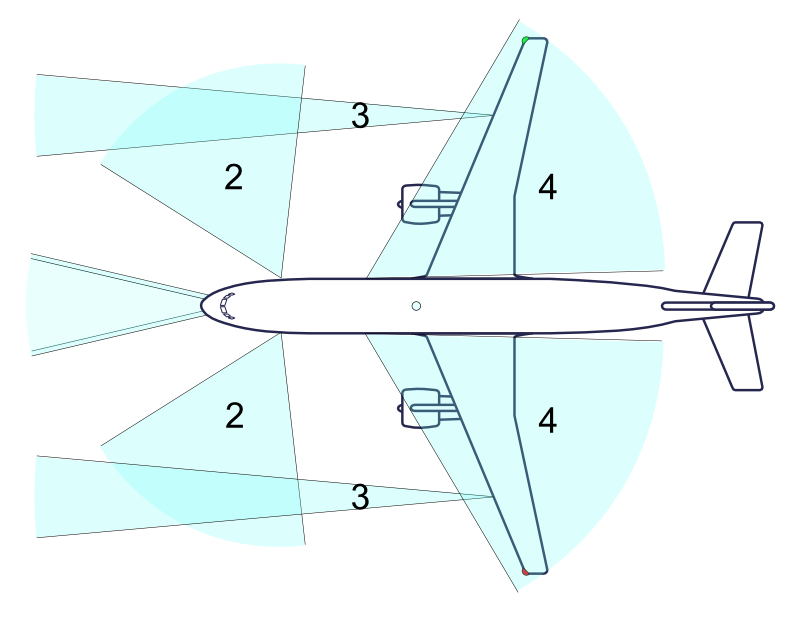
Diagramme des zones de visibilité des phares et feux sur un avion de ligne

Les feux de navigation ou feux de position sont des lumières rouges (à gauche), vertes (à droite) et blanches (en queue) permettant aux pilotes d'apprécier leurs trajectoires relatives. Ils sont généralement situés aux extrémités des ailes et à la queue de l'avion. Ils sont facultatifs en vol de jour mais obligatoires de nuit.
Le feu anticollision est une lumière blanche stroboscopique généralement située au sommet de la dérive destinée à attirer l'attention des autres pilotes.
Le phare d'atterrissage est une lumière qui illumine la piste pendant le décollage et l'atterrissage.
Le phare de roulage ou phare de taxi est une lumière blanche utilisée pendant les phases de roulage au sol.
La balise de sécurité est un feu clignotant rouge située sous le fuselage destinée à attirer l'attention du personnel au sol sur un appareil dont les moteurs sont en marche.
L'obligation de disposer de feux autres que pour la navigation dépend du type et des conditions d'utilisation (avion de ligne, vol de nuit) et de la réglementation propre à chaque pays.
Les feux de navigation sont installés sur tous les avions, du Robin d’aéroclub jusqu’au Boeing 747. Ils sont au nombre de 3 : 
- sur le saumon de l’aile gauche le feu est rouge,
- sur le saumon de l’aile droite le feu est vert,
- sur l’empennage vertical (où se situe la gouverne de direction) le feu est blanc.

Ils permettent à un autre appareil, de nuit ou en cas de mauvaise visibilité, d’identifier la direction de l’appareil sans forcément le voir. Par exemple, si vous voyez un feu blanc vous saurez que l’appareil est juste devant vous. Si vous voyez un feu blanc à gauche et un feu vert à droite l’avion va vers la droite.
La balise de sécurité (beacon) est la première chose à allumer lorsque la batterie est mise en tension ; cela signifie « attention n’approchez pas, il y a un courant électrique à bord ».

## Feu anticollision

### Balise
Les balises sont des feux rouges clignotants situés au-dessus et au-dessous du fuselage. Ils sont destinés à attirer l'attention sur un avion dont les moteurs sont en cours de démarrage ou sur un avion en cours de manœuvre.

### Feu à éclat
Les feux blancs à éclats situés aux extrémités droite, gauche et arrière de l'avion permettent d'attirer l'attention sur un avion en approche. Ils sont généralement désactivés en cas de brouillard, la réflexion sur les particules d'eau pouvant gêner le pilote.

## Phare d'atterrissage
Presque tous les avions modernes certifiés pour les opérations de nuit sont équipés d'un phare d'atterrissage. C'est un éclairage de très haute intensité, en raison de la distance entre l'avion et les obstacles éventuels. Le phare d'atterrissage d'un avion de grande taille peut être vu à des distances importantes.
Les caractéristiques principales du phare d'atterrissage sont l'intensité lumineuse, la consommation électrique, le poids et la fiabilité. Pratiquement toutes les technologies ont été utilisées de la lampe à incandescence, la lampe halogène, les diverses formes de lampes à arc et les lampes à décharge, et maintenant les lampes à LED.

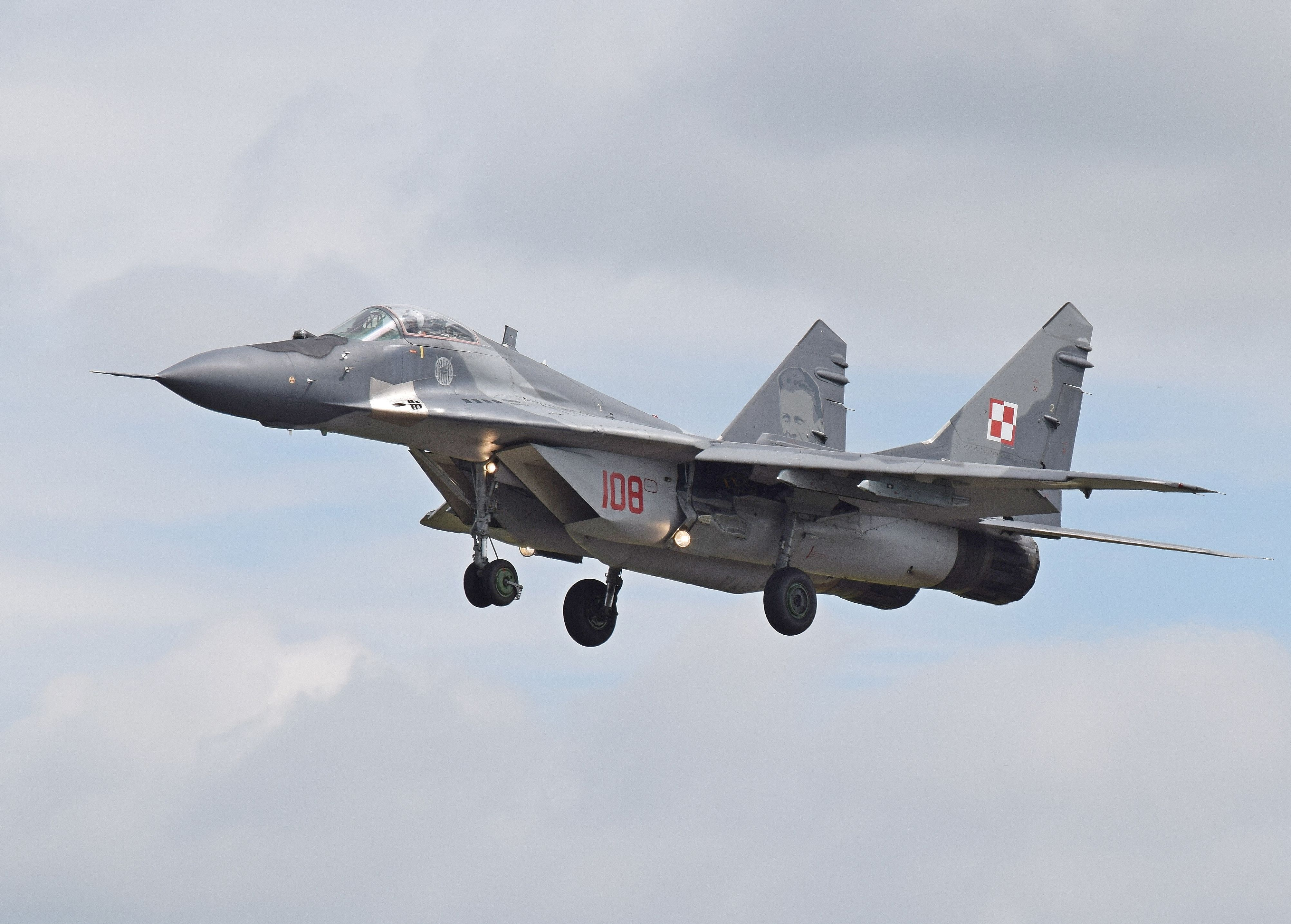
Les phares d'atterrissage sur un Mikoyan MiG-29

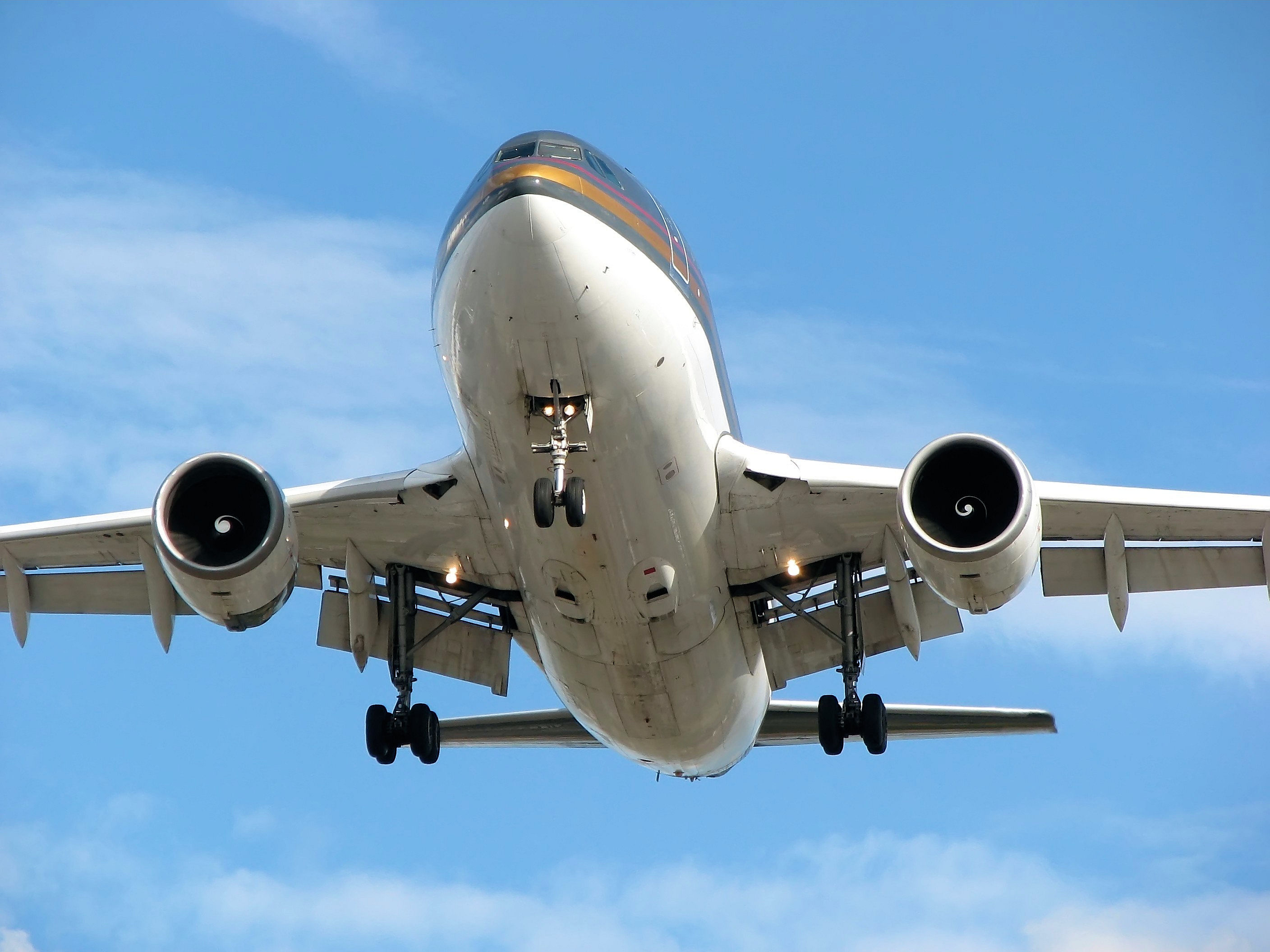
Les phares d'atterrissage sur un Airbus A310, deux sur la jambe de train d'atterrissage avant et deux sur les ailes

Les phares d'atterrissage ne sont véritablement utiles qu'au décollage et à l'atterrissage en tant qu'aides à la visibilité. Ils signalent de jour comme de nuit l'intention de décoller ou d'atterrir. Ils sont généralement éteints en vol de croisière. Ils peuvent être utilisés sporadiquement pour vérifier les conditions atmosphériques : si l'avion est dans la couche, celle-ci est éclairée, alors qu'en ciel clair, les phares n'éclairent rien. 
Ils permettent de se signaler aux autres aéronefs à basse altitude et en espace aérien encombré. Certains avions (tels les jets d'affaires) ont des lumières qui peuvent fonctionner en mode clignotant pour améliorer leur visibilité. Une convention pour les avions commerciaux est d'allumer leurs phares d'atterrissage lors de la modification des niveaux de vol. Les phares d'atterrissage sont parfois utilisés dans les situations d'urgence à communiquer avec le personnel au sol ou d'autres aéronefs, en particulier si d'autres moyens de communication ne sont pas disponibles (radio échecs et autres).